# 1924年パリオリンピックのブラジル選手団
1924年パリオリンピックのブラジル選手団（1924ねんパリオリンピックのブラジルせんしゅだん）は、1924年5月4日から7月27日までフランスの首都パリで開催された1924年パリオリンピックのブラジル選手団の名簿。

## 種目別選手・スタッフ名簿及び成績
メダル獲得はなし。